# Jefferson Caffery
Jefferson Caffery, 1er décembre 1886 - 13 avril 1974, est un diplomate américain. Il sert comme ambassadeur des États-Unis en El Salvador (1926–1928), en Colombie (1928–1933), à Cuba (1934–1937), au Brésil (1937–1944), en France (1944–1949) et en Égypte (1949–1955).
Jefferson Caffery remit ses lettres de créance le 23 octobre 1944. Par ce fait, Roosevelt reconnait la légitimité du Gouvernement provisoire de la République française.

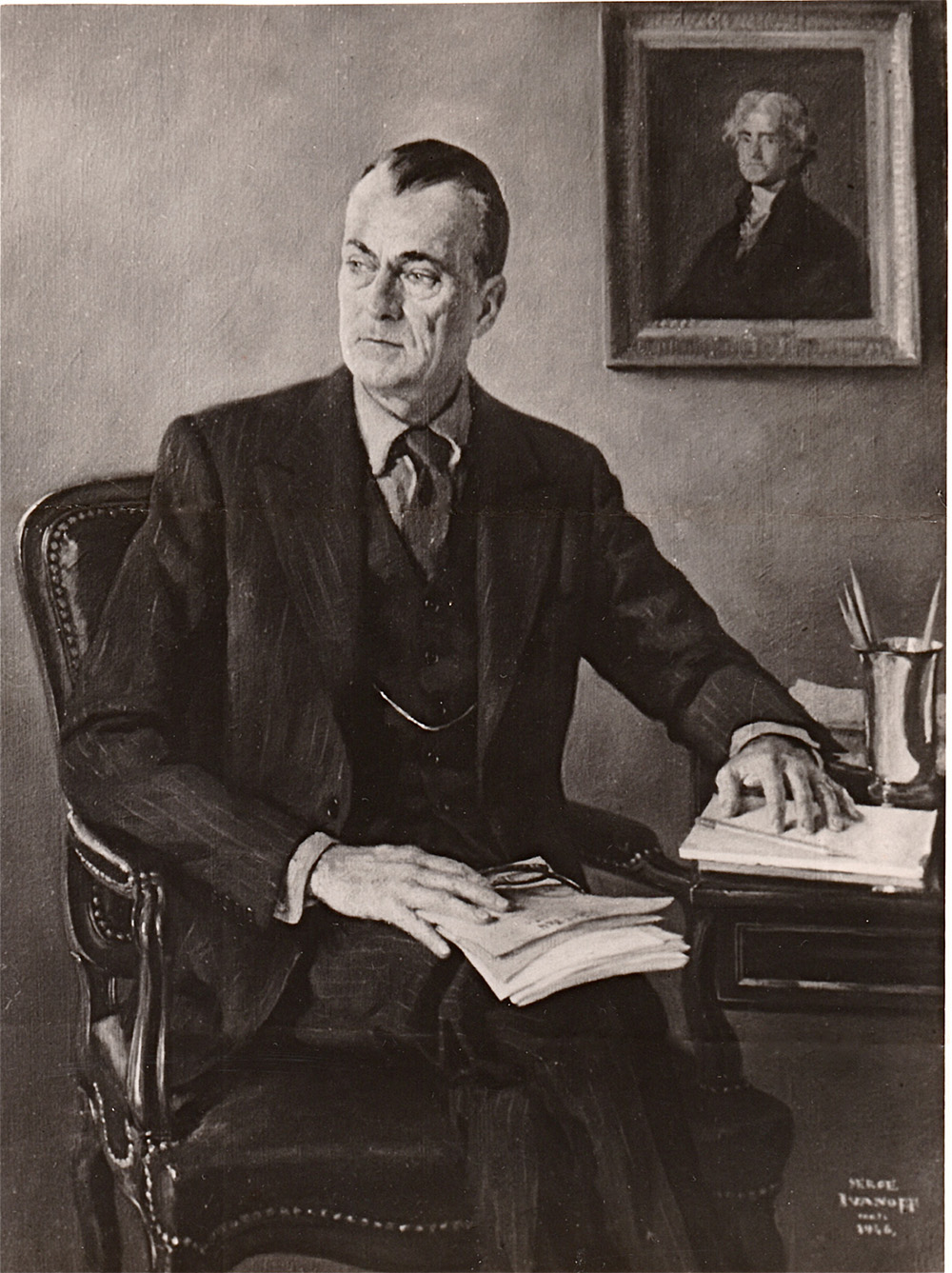
Portrait of Jefferson Caffery by Serge Ivanoff, Paris, 1946.

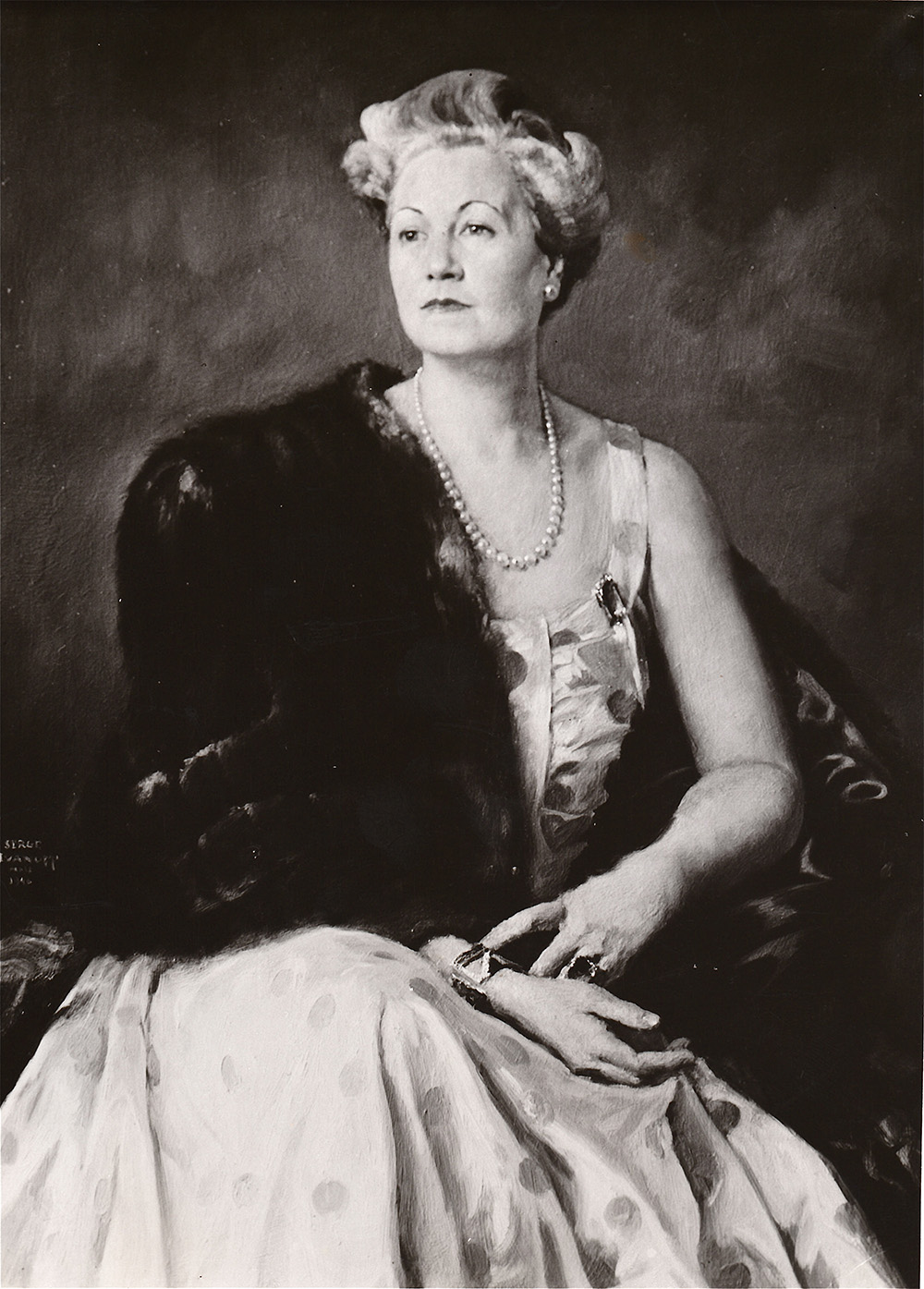
Portrait of Mrs. Jefferson Caffery by Serge Ivanoff, Paris, 1946.